# Приступа, Эдуард Викторович
Эдуа́рд Ви́кторович Присту́па (укр. Едуард Вікторович Приступа; 18 сентября 1975, Харьков) — украинский музыкант и композитор, экс-участник группы ТНМК. Также известен под псевдонимом Диля.

## Образование
Учился в школах № 45 и № 99 города Харькова. Окончил музыкальную школу № 9 по классу фортепиано.
С 1990 по 1994 год учился в Харьковском техникуме молочной промышленности.
С 1994 по 1998 год учился в Харьковском музыкальном училище имени Б. М. Лятошинского по классу эстрадно-джазового вокала. Был участником хора им. Вячеслава Палкина при Харьковской консерватории.
В 2003 году поступил в Государственную академию руководящих кадров культуры и искусств по специальности «режиссёр театральных постановок и массовых действий».
В 2011 окончил Институт экранных искусств им. Ивана Миколайчука — режиссёр театральных постановок и массовых праздников.

## Биография
Первые гастроли Эдуарда были в 1979 году на Кавказе. В четыре года выступил в одном ансамбле вместе со своим отцом саксофонистом.
С 1993 по 2004 год работал в группе ТНМК, в составе которой стал лауреатом первой премии на фестивале «Червона рута-1997» (также получил награду в номинации акустической музыки, где выступал сольно).
В 2004 году создал свою рок-группу «НЕДІЛЯ».
С детства занимается спортом: плавание, бокс, футбол. Выступает за футбольную команду звёзд «Маэстро».
Состоял в браке.

## Творчество
Эдуард Приступа работал в различных музыкальных направлениях со многими украинскими и зарубежными артистами: ТНМК — хип-хоп и рэпкор, Росава — этно-фолк, «На Відміну від» — рэп, АСТАРТА — этно-рок, НЕДІЛЯ — лиричный и мелодичный поп-рок), удачно вплетает элементы регги. А также входит в коллектив Є-BAND, который исполняет на свой лад музыку украинских эмигрантов 30-40-х годов прошлого столетия. Стилистика — танго, самба, фокстрот, вальс, рок с элементами джаза.
Приступа сотрудничает с бас-гитаристом британской рок группы Porcupine Tree Колином Эдвином — Colin Edwin над созданием дебютного альбома-проекта Astarta/Edwin, в котором принимает участие американский гитарист Джон Дюран.
Эдуард Приступа также является композитором международного художественно-документального некоммерческого проекта — Les origines de la beauté (Национальные истоки красоты). Работа началась во Франции, в Париже, где зарегистрирован проект.

## Зарубежный опыт
Постоянно принимает участие во многих зарубежных гастролях.
В составе ТНМК принимал участие в крупном французском фестивале Франции Les Francofolies. Неоднократно выступал в Польше с проектом Росава.
Продюсируя этногруппу АСТАРТА, Приступа презентовал дебютный альбом коллектива «Перший національний» в Германии (Берлин, Франкфурт, Нойштадт).
В рамках фестиваля Дни Украины в Великобритании Эдуард выступил в Лондоне вместе с проектом Astarta/Edwin в 2013 году.

## Концертный опыт
Участник и хедлайнер многих украинских фестивалей: Країна мрій, Jazz Koktebel, Трипільське коло, Підкамінь, Захід, Трипільські зорі, Рожаница, Рок Січ, Купальськие Зори, Червона Рута и др.

## Автор песен и саундтреков
- ТНМК
- Группа Пара Нормальных Любви"
- Росава Ніч"
- А. Рудницкая
- На Відміну Від мене"
- Этно-группа АСТАРТА

А также сотрудничает с такими артистами как: Kozak System, Виталий Козловский «З тобою я», Надежда Мейхер, Евгений Сафонов, Лера Массква, Тоня Матвиенко, Олег Кензов, Орест Криса, The ВЙО, Наташа Гордиенко.
Автор гимна ФК «Арсенал» и музыкального оформления программы «Подъём» (Новый канал).
Песня will fly" вошла в саундтрек к фильму «Розыгрыш», известного русского режиссёра Павла Лунгина.
Автор саундтрека к сериалу «Сила притяжения». Преподаватель и консультант по вокалу фестиваля «Червона Рута» (49 исполнителей в 2010 году). Проводил консультации по вокалу для различных исполнителей, среди которых: Иван Дорн, Аня Добрыднева, Артем Мех, певица Росава.
Композитор документального фильма «Війна за свій рахунок».
Композитор сериала «Красотка Ляля» (ТРК «Украина»).

## Дискография
- 1999 — ТНМК «Зроби мені хіп-хоп»
- 2000 — Росава «Росава»
- 2001 — ТНМК «Неформат»
- 2001 — Росава «Просто неба»
- 2003 — ТНМК «Реформатція»
- 2004 — ТНМК «Пожежі міста Вавілон»
- 2004 — НЕДІЛЯ — «НЕДІЛЯ»
- 2005 — ТНМК «Jazzy» (live)
- 2006 — НЕДІЛЯ «Трохи теплих слів»
- 2007 — Росава «Колискові»
- 2008 — арт-проект «Тричі — ПоНеДілОК» совместно с Сашком Положинським (гр. ТАРТАК)
- 2010 — НЕДІЛЯ «FORTISSIMO»
- 2011 — Ді.Ор — акустический сольный альбом
- 2012 — АСТАРТА «Перший національний»
- 2013 — Продюсер, композитор благотворительного сборника детских песен «Віршолюбики» В котором приняли участие украинские исполнители — Росава, гурт НЕДІЛЯ, Наташа Гордієнко, Kozak System, Анна-Мария, От ВІНТА, Катерина Марусик, МедХедс, Орест Криса, Тоня Матвієнко, The ВЙО, Solomina, Олег Кєнзов, АСТАРТА, дует Квіт Вишні, Ді.Ор, Олег Саліванов
- 2013 — Eduard Prystupa — A La Veille De L’automne — Single